# 8656 Cupressus
8656 Cupressus eller 1990 QY8 är en asteroid i huvudbältet som upptäcktes den 16 augusti 1990 av den belgiske astronomen Eric W. Elst vid La Silla-observatoriet. Den är uppkallad efter Cypress-släktet.
Asteroiden har en diameter på ungefär 9 kilometer.